# ORP Zawzięty (1953)
ORP Zawzięty – polski ścigacz okrętów podwodnych z okresu zimnej wojny, a wcześniej radziecki BO-417, jeden z ośmiu pozyskanych przez Polskę okrętów projektu 122bis. Okręt został zwodowany 17 czerwca 1953 roku w stoczni numer 340 w Zielenodolsku, a do służby w Marynarce Wojennej ZSRR przyjęto go w październiku tego roku. W 1955 roku jednostka została wydzierżawiona przez Polskę i 27 maja tego roku weszła w skład Marynarki Wojennej. Okręt, oznaczony podczas służby znakami burtowymi DS-43 i 363, został skreślony z listy floty w grudniu 1971 roku.

## Projekt i budowa
Prace nad dużym ścigaczem okrętów podwodnych, będącym rozwinięciem ścigaczy proj. 122A, rozpoczęły się w ZSRR w 1943 roku. Ostateczny projekt jednostki powstał w biurze konstrukcyjnym CKB-51 w Gorki w 1944 roku. W porównaniu do poprzedników nowe okręty miały większą wyporność, doskonalsze uzbrojenie ZOP i wzmocniony kadłub, a przez to wzrosła ich dzielność morska. W 1946 roku rozpoczęto ich produkcję seryjną, budując do 1955 roku łącznie 227 okrętów .
Na początku lat 50. w Państwowej Komisji Planowania Gospodarczego i Sztabie Generalnym Wojska Polskiego zapadły decyzje o rozpoczęciu licencyjnej budowy ścigaczy projektu 122bis w polskich stoczniach. W styczniu 1953 roku przygotowana w Zielenodolsku dokumentacja techniczna (pod oznaczeniem proj. 125) dotarła do Polski, jednak kłopoty z uruchomieniem produkcji okrętów wymusiły w październiku 1954 roku decyzję o rezygnacji z ich budowy w kraju. W zamian postanowiono zakupić lub wydzierżawić w ZSRR gotowe jednostki tego typu.
BO-417 (ros. Bolszoj Ochotnik) zbudowany został w stoczni numer 340 w Zielenodolsku (nr budowy 578) . Stępkę okrętu położono 27 marca, a zwodowany został 17 czerwca 1953 roku .

## Dane taktyczno-techniczne

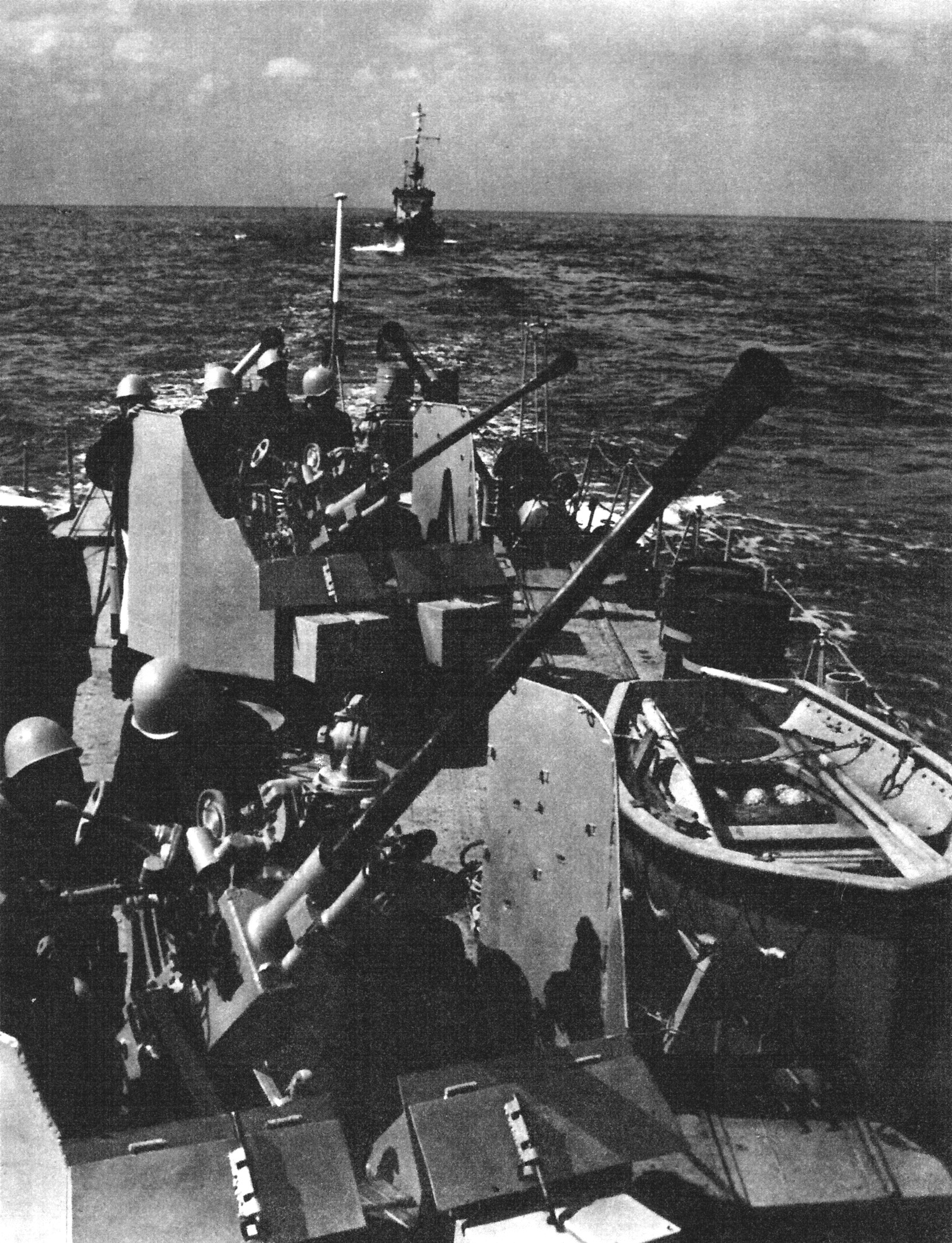
Działka 70-K na pokładzie polskiego ścigacza proj. 122bis

Okręt był dużym, pełnomorskim ścigaczem okrętów podwodnych. Długość całkowita wynosiła 52,2 metra (49,5 metra na wodnicy), szerokość 6,6 metra i zanurzenie 2,2 metra . Kadłub podzielony był na dziesięć przedziałów wodoszczelnych i miał na większej części dno podwójne. Wyporność standardowa wynosiła 302 tony, a pełna 336 ton. Okręt napędzany był przez trzy silniki wysokoprężne 9D o łącznej mocy 3300 KM, z których dwa zewnętrzne umieszczone były w maszynowni dziobowej, a środkowy – w przedziale rufowym. Trzy wały napędowe, połączone z silnikami sprzęgłami zębatymi typu 4MA, poruszały trzema trójłopatowymi śrubami o średnicy 1,13 metra każda. Maksymalna prędkość okrętu wynosiła 18,7 węzła, a ekonomiczna 12 węzłów. Okręt zabierał 18 ton paliwa, co pozwalało osiągnąć zasięg wynoszący 3000 Mm przy prędkości 8,5 węzła lub 399 Mm przy prędkości 18,5 węzła. Energię elektryczną zapewniały dwa agregaty wysokoprężne DG-18 . Autonomiczność wynosiła 10 dób .
Uzbrojenie artyleryjskie jednostki stanowiło umieszczone na dziobie osłonięte tarczą pancerną pojedyncze działo kal. 85 mm L/52 90-K, z zapasem amunicji wynoszącym 230 sztuk. Kąty ostrzału wynosiły 0–155° na każdą burtę, kąt podniesienia lufy od -5 do +85°, donośność pozioma 15 500 metrów (pionowa 10 500 metrów), a teoretyczna szybkostrzelność 18 strz./min. W części rufowej znajdowały się dwa pojedyncze działka plot. kal. 37 mm 70-K L/73 (również osłonięte tarczami pancernymi), z zapasem amunicji wynoszącym 1000 sztuk na lufę. Kąt podniesienia lufy wynosił od -10 do +85°, donośność pozioma 8400 metrów (pionowa 5000 metrów), a teoretyczna szybkostrzelność 150 strz./min. Prócz tego na okręcie zamontowano trzy podwójne stanowiska wielkokalibrowych karabinów maszynowych 2M-1 kal. 12,7 mm L/79, z zapasem 2000 sztuk amunicji na lufę (jedno na dziobie, za działem kal. 85 mm i dwa za kominem na pokładzie przy burtach). Kąt podniesienia lufy wynosił od -10 do +90°, donośność pozioma 3500 metrów (pionowa 1500 metrów), a teoretyczna szybkostrzelność 250 strz./min. Broń ZOP stanowiły dwa rakietowe miotacze bomb głębinowych RBU-1200 na dziobie jednostki (z zapasem 32 bomb RGB-1, a później RGB-12), dwa miotacze i dwie zrzutnie bomb głębinowych B-1 (z łącznym zapasem 30 pocisków). Alternatywnie okręt mógł przenosić do 18 min . Wyposażenie uzupełniał trał kontaktowy KPT-1, fumator DA-3 i 10 świec dymnych MDSz. Wyposażenie radioelektroniczne obejmowało radiostację R-609, dwa kompasy magnetyczne, żyrokompas Kurs-4, log 1R-2, echosondę NEŁ-3, sonar Tamir-11 oraz radar Lin.
Załoga okrętu składała się z 54–55 oficerów, podoficerów i marynarzy .

## Służba

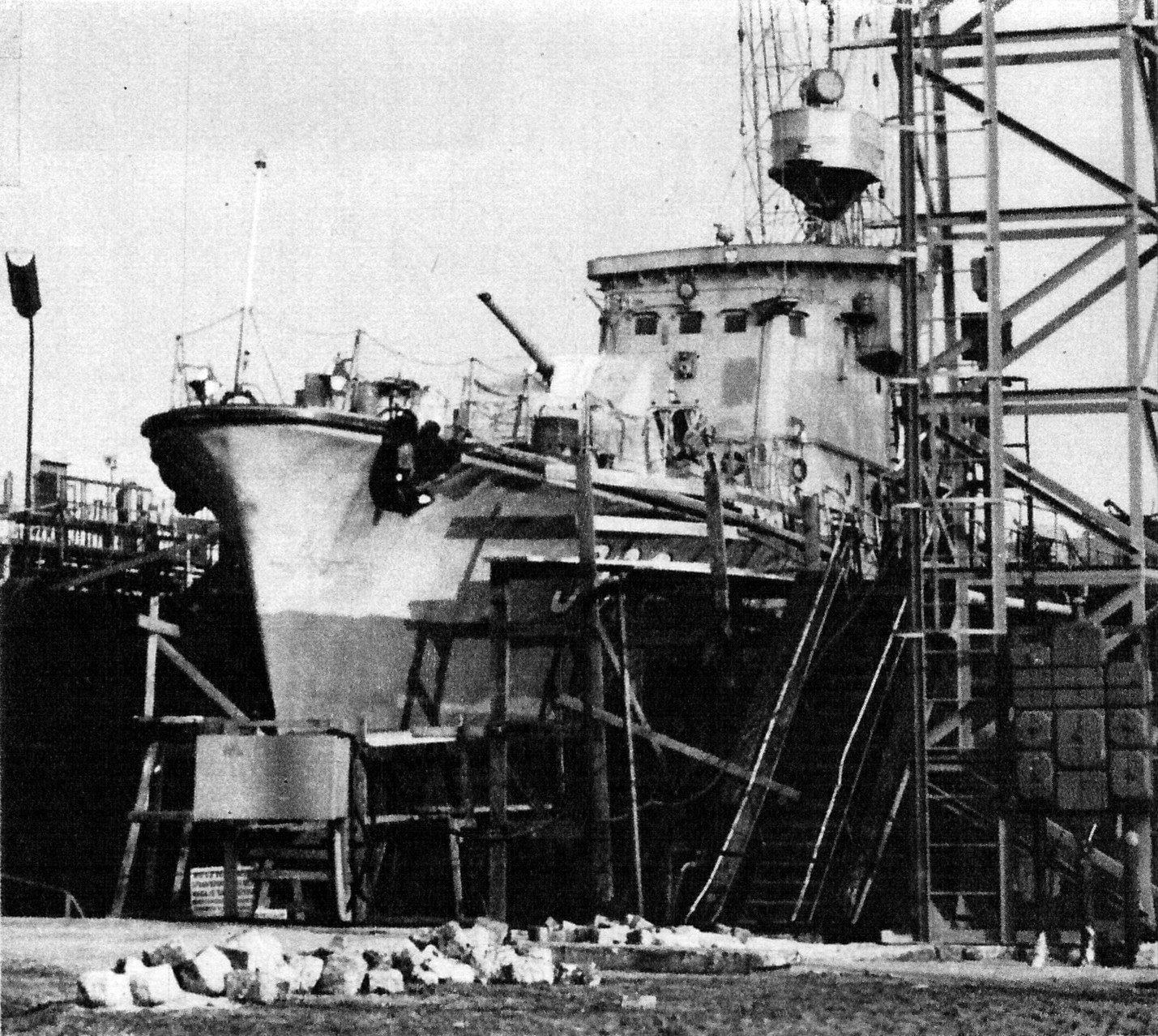
Remont jednego z polskich ścigaczy proj. 122bis

BO-417 wszedł w skład Marynarki Wojennej ZSRR 23 października 1953 roku . Okręt służył początkowo w 4. (południowej) Flocie Bałtyckiej. W 1952 roku na ścigaczu wymieniono stację radiolokacyjną, montując zamiast modelu Gjuis-1M radar Neptun, zmieniony między 1954 a 1955 rokiem na Lin’ (w tym czasie wymieniono też sonar Tamir-10 na Tamir-11). W 1955 roku jednostka została wydzierżawiona przez Polskę na okres siedmiu lat (wraz z bliźniaczymi ścigaczami „Czujny”, „Nieugięty” i „Zwrotny”), na podstawie umowy zawartej we wrześniu 1954 roku . Roczny koszt dzierżawy został określony na 375 tys. rubli.
27 maja 1955 roku ścigacz pod nazwą ORP „Zawzięty” został uroczyście przyjęty w skład Marynarki Wojennej (z udziałem dowódcy MW kmdr. Zdzisława Studzińskiego). Nazwa okrętu nawiązywała do cechy charakteru, jaką m.in. powinien charakteryzować się żołnierz. Pierwszym polskim dowódcą jednostki został por. mar. Mikołaj Prokopiuk. Okręt z oznaczeniem burtowym DS-43 (DS – Duży Ścigacz), wchodził początkowo w skład I grupy poszukująco-uderzeniowej Dywizjonu Dozorowców i Dużych Ścigaczy Brygady Obrony Wodnego Rejonu Głównej Bazy, stacjonując na Helu. Zadaniem okrętu było poszukiwanie i zwalczanie wrogich okrętów podwodnych oraz eskorta własnych okrętów, zespołów desantowych i statków handlowych.
ORP „Zawzięty”, podobnie jak trzy bliźniacze jednostki, został przejęty w złym stanie technicznym, co wymusiło przerwanie szkolenia załogi i przeprowadzenie w 1956 roku remontu w Stoczni Marynarki Wojennej w Gdyni. W dniach 21-25 lipca 1956 roku „Zawzięty” wraz z „Nieugiętym” towarzyszyły okrętowi szkolnemu „Zetempowiec” w rejsie na Morze Północne, opuszczając go po przebyciu Cieśnin Duńskich. W 1957 roku okręt trafił na remont stoczniowy. W 1958 roku wyposażenie radioelektroniczne jednostki uzupełniono o system rozpoznawczy „swój-obcy” typu Kremnij-2, składający się z urządzenia nadawczego Fakieł-MZ i odbiorczego Fakieł-MO. Od marca do czerwca 1959 roku jednostka ponownie była remontowana w stoczni. W czerwcu „Zawzięty” uczestniczył w uroczystych obchodach Dni Morza w Szczecinie. 4 stycznia 1960 roku numer burtowy okrętu został zmieniony na 363 . W tym roku „Zawzięty” także wziął udział w paradzie z okazji Dni Morza, tym razem w Gdyni, a następnie został udostępniony do zwiedzania przy molo w Sopocie. Od 3 do 10 września ścigacz (wraz z „Czujnym”, „Zręcznym” i „Groźnym”) wziął udział w rejsie nawigacyjnym do portów Niemieckiej Republiki Demokratycznej, odwiedzając Warnemünde, Stralsund i Sassnitz. W styczniu 1961 roku okręt włączono do Dywizjonu Ścigaczy, przy niezmienionym miejscu bazowania na Helu. Od połowy kwietnia do połowy sierpnia 1961 roku jednostka była ponownie remontowana w Stoczni Marynarki Wojennej.
W dniach 3-10 lutego 1962 roku nieopodal Świnoujścia „Zawzięty”, „Czujny”, „Zwinny” i „Wytrwały” wzięły udział w ćwiczeniach ZOP bałtyckich flot Układu Warszawskiego. Między 7 a 14 maja wszystkie polskie ścigacze proj. 122bis wzięły udział w rejsie nawigacyjno-szkoleniowym wzdłuż południowego wybrzeża Morza Bałtyckiego na trasie od Helu poprzez Kołobrzeg, Świnoujście, Szczecin (do którego zawinęło pięć okrętów, w tym „Zawzięty”), Sassnitz i Warnemünde (gdzie dotarły trzy jednostki); trasa powrotna prowadziła przez Ustkę na Hel. Od 17 do 21 maja cały Dywizjon Ścigaczy uczestniczył w ćwiczeniach osłony desantu i zabezpieczenia jego przebiegu; pod koniec maja i 7 czerwca ścigacze przeprowadziły ćwiczenia artyleryjskie, w których najlepiej wypadła załoga „Zawziętego”. Po zakończeniu okresu dzierżawy jednostka wraz z pozostałymi siedmioma ścigaczami została zakupiona przez polski rząd od ZSRR (łączny koszt ośmiu okrętów wyniósł 200 tys. zł). 22 lipca 1962 roku, podczas Święta Odrodzenia Polski udostępniony do zwiedzania w Gdańsku okręt odwiedzili m.in. I sekretarz KC PZPR Władysław Gomułka, premier Józef Cyrankiewicz, przewodniczący Rady Państwa Aleksander Zawadzki, minister obrony narodowej gen. broni Marian Spychalski i szef Sztabu Marynarki Wojennej kadm. Ludwik Janczyszyn. Od 28 września do 7 października siedem okrętów proj. 122bis (z „Zawziętym”, a bez „Groźnego”) wzięło udział w manewrach sił morskich UW oznaczonych kryptonimem Bałtyk 62, które odbyły się u wybrzeży Polski i NRD. W związku z kryzysem kubańskim „Zawzięty” w połowie listopada dwukrotnie wypływał w poszukiwaniu jednostek Bundesmarine zbliżających się do polskich wód terytorialnych.
Od 2 marca 1964 roku do 25 lutego 1965 roku okręt trafił do stoczni na remont średni (wiązało się to z przeniesieniem jednostki do II rezerwy i zmniejszeniem członków załogi do kilkunastu osób). 1 czerwca 1965 roku jednostkę przyporządkowano do 11. Dywizjonu Ścigaczy 9. Flotylli Obrony Wybrzeża. 27 czerwca ORP „Zawzięty” wziął udział w paradzie z okazji święta MW, a następnie przez dwa dni był udostępniony do zwiedzania przy molo w Sopocie. W dniach 7–10 grudnia „Zawzięty”, „Zwrotny” i „Zręczny” uczestniczyły w rejsie wzdłuż wybrzeży Szwecji, wokół Bornholmu, a w końcówce roku okręt dozorował rejon Cieśnin Duńskich. W sierpniu 1966 roku na poligonie koło Ustki OORP „Zawzięty”, „Wytrwały” i „Zręczny” ćwiczyły wykrywanie pól minowych przy pomocy sonaru i niszczenie ich z użyciem rakietowych bomb głębinowych. Na początku października „Zawzięty”, „Zwinny” i „Zręczny” reprezentowały 11 Dywizjon Ścigaczy na ćwiczeniach sił okrętowych MW.
W lutym 1967 roku na okręcie doszło do pożaru silnika, w wyniku którego dwóch marynarzy zostało ciężko poparzonych i trafiło do szpitala, a okręt musiał przejść półroczny remont w Stoczni Marynarki Wojennej. Na przełomie sierpnia i września jednostka wraz wszystkimi pozostałymi ścigaczami proj. 122bis wzięła udział we wspólnych z Volksmarine ćwiczeniach Wrzesień-67.
Pod koniec lat 60. ORP „Zawzięty” znajdował się w złym stanie technicznym (podobnie jak pozostałe bliźniacze ścigacze). Rozkaz Dowódcy MW nr 030/DMW z 6 maja 1968 roku wprowadził ograniczenia w eksploatacji zużytych jednostek: mogły pływać do stanu morza 6 i przy maksymalnej sile wiatru 8° B, a „całą naprzód” mogły utrzymywać jedynie przez godzinę i to w wyjątkowych wypadkach. W dniach 10–16 lipca wszystkie ścigacze proj. 122bis uczestniczyły w ćwiczeniach polskiej floty, a pod koniec miesiąca w manewrach sił UW pod kryptonimem Północ 68. 28 czerwca 1970 roku OORP „Zawzięty”, „Czujny”, „Nieugięty” i „Zwrotny” wzięły udział w paradzie z okazji 25-lecia istnienia Marynarki Wojennej PRL. We wrześniu i październiku okręt był remontowany w Stoczni Marynarki Wojennej. W czerwcu 1971 roku „Zawzięty” i „Zwrotny” patrolowały rejon zachodniego Bałtyku. Ostatni raz banderę na ścigaczu opuszczono 14 grudnia 1971 roku, a z listy floty został skreślony 31 grudnia 1971 roku.

### Dowódcy ORP „Zawzięty”
Zestawienie zostało opracowane na podstawie Rochowicz 2017 ↓, s. 30:
- por. mar. Mikołaj Prokopiuk
- por. mar. Stanisław Rogalski
- por. mar. Tadeusz Moskwa
- por. mar. Czesław Dziatlik
- por. mar. Mieczysław Łęcki
- por. mar. Leon Ladko
- por. mar. Edmund Rudy
- por. mar. Jerzy Żak
- ppor. mar. Henryk Wojsław